# Francis Fleming
Francis Fleming; (1842-1922). Noble y Administrador Colonial Británico. Ocupó el cargo de Gobernador de Antigua y Barbuda entre 1895 y 1901, designado por S.M. Victoria I.
| Predecesor: Sir William Frederick Haynes Smith | Gobernador de Antigua y Barbuda 1895-1901 | Sucesor: Sir Henry Moore Jackson |

- Datos: Q432816